# شیرکوه چهارده
شیرکوه چهارده، روستایی از توابع بخش مرکزی شهرستان آستانه اشرفیه در استان گیلان ایران است.
روستای شیرکوه مرکز دهستان چهارده است.

## جمعیت
این روستا در دهستان چهارده قرار دارد و براساس سرشماری مرکز آمار ایران در سال ۱۳۸۵، جمعیت آن ۹۹۹ نفر (۳۲۳خانوار) بوده‌است.